# Leucoblepsis
Leucoblepsis és un gènere de papallones nocturnes de la subfamília Drepaninae.

## Taxonomia
- Leucoblepsis excisa (Hampson, 1892)
- Leucoblepsis fenestraria (Moore, [1868])
- Leucoblepsis neoma (Swinhoe, 1905)
- Leucoblepsis renifera (Warren, 1900)
- Leucoblepsis taiwanensis Buchsbaum & Miller, 2003